# Baan
A Baan Corporation egy holland alapítású szoftvercég volt, amely integrált vállalatirányítási rendszerek (ERP) fejlesztésével és forgalmazásával foglalkozott. A vállalat eszközeit és termékeit 2006 óta az amerikai Infor Global Solutions birtokolja, amely továbbfejleszti és forgalmazza az eredeti Baan szoftvert Infor LN néven.

A Baan név, illetve a Baan ERP elnevezés, eredetileg a cég által fejlesztett és értékesített ERP szoftvercsomagot jelölte.

## Történet
A Baan céget Jan Baan alapította 1978-ban a hollandiai Barneveldben. Kezdetben a vállalkozás pénzügyi és adminisztratív tanácsadással foglalkozott ügyfelei számára. Az első szoftvercsomag kifejlesztésével Jan Baan és testvére, Paul Baan, megalapozták a cég belépését az akkoriban formálódó ERP-piacra. Ezt követően a Baan Company fokozatosan az integrált vállalatirányítási rendszerek (ERP) fejlesztésére és értékesítésére helyezte át a hangsúlyt.
Jan Baan az első szoftverét egy Durango F-85 típusú számítógépre fejlesztette, BASIC programozási nyelven. A nyolcvanas évek elején a Baan Company áttért az alkalmazások Unix operációs rendszerre történő fejlesztésére, C nyelven, valamint a saját, erre a célra kifejlesztett 4GL programozási nyelvén és fejlesztői környezetén (később Baan 4GL vagy Baan Tools néven ismerték).
A Baan a kilencvenes évek elejére jelentős nemzetközi ismertségre és népszerűségre tett szert. A Baan szoftver sikeréhez nagyban hozzájárult az innovatív vállalati modellező eszköze (Dynamic Enterprise Modeler - DEM), amely lehetővé tette a rendszer üzleti folyamatokhoz történő rugalmas illesztését, valamint a fejlett technikai architektúrája és a hatékony saját 4GL programozási nyelve és fejlesztői környezete. A Baan 4GL és a kapcsolódó Tools eszközkészlet a maga korában az egyik legproduktívabb alkalmazásfejlesztő platformnak számított az üzleti szoftverek területén.
A Baan akkor vált az ERP piac akkori vezetőjének, az SAP-nak komoly kihívójává, amikor 1994-ben sikeresen bevezette rendszerét a Boeing vállalatnál, amely az egyik legnagyobb és legkomplexebb ERP implementációnak számított abban az időben. A cég 1995-ben sikeres tőzsdei bevezetést hajtott végre az Amsterdami tőzsdén és a US Nasdaq piacon. A növekedés felgyorsult, több nagy nemzetközi tanácsadó cég kötött partnerséget a Baan IV rendszerek bevezetésére multinacionális vállalatoknál. A vállalat jelentősen bővítette termékportfólióját is több szoftvercég felvásárlásával, mint például az Aurum (CRM), a Berclain (konfigurátor), a Coda (pénzügy) és a Caps Logistics (ellátásilánc-tervezés). Az értékesítés növekedési üteme egy ponton elérte az évi 91%-ot is.
A Baan Company gyors növekedése azonban 1998-ban megtorpant, és a cég mélyrepülése kezdődött. Kiderült, hogy a vállalat vezetése a várható bevételek könyvelésével (ún. „kreatív könyvelés”) a ténylegesnél jelentősen magasabb forgalmat mutatott ki. Az SEC vizsgálatot indított, és a könyvelési szabálytalanságok nyilvánosságra kerülése után a befektetői bizalom megrendült, a cég részvényeinek árfolyama pedig meredeken zuhant 1998 végére.
2000 júniusában a jelentős pénzügyi nehézségekkel, veszteségekkel és jogi perekkel küzdő Baan céget felvásárolta a brit Invensys ipari automatizálási és folyamatirányítási rendszereket szállító vállalat, körülbelül 700 millió dollárért. A Baan az Invensys újonnan létrehozott Szoftver és Szolgáltatások (Software Systems) részlegébe került, amelyet Laurens van der Tang (korábbi Baan vezető) irányított. Az Invensys a Baan megvásárlásával a saját "Sensor to Boardroom" (az érzékelőtől a vezetői tárgyalóig) stratégiáját kívánta erősíteni, összekapcsolva az ipari folyamatirányítási megoldásait a vállalatirányítási rendszerekkel.
2003 júniusában az Invensys stratégiai váltás miatt eladta a Baan üzletágat az amerikai SSA Global Technologies vállalatnak, mintegy 135 millió dollárért.
A Baan szoftver megvásárlását követően az SSA Global átnevezte a terméket SSA ERP LN-re. 2005 augusztusában az SSA Global kiadta a szoftver jelentősen továbbfejlesztett új verzióját, SSA ERP LN 6.1 néven. 2006 májusában magát az SSA Globalt vásárolta fel az atlantai székhelyű Infor Global Solutions, amely ekkorra az egyik legnagyobb, kifejezetten üzleti szoftverekre koncentráló vállalattá nőtte ki magát a globális piacon. Az Infor a terméket integrálta saját portfóliójába, és a szoftver neve végül Infor LN lett.
A Baan ERP szoftvert, illetve annak utódját, az Infor LN-t, számos kis- és középvállalat mellett több neves multinacionális cég használja napjainkban is, köztük például a Boeing és a Flextronics. Sok vállalat továbbra is a korábbi, de még támogatott Baan IVc4 verziót használja, míg mások áttértek a modernebb Infor ERP LN verziók valamelyikére.

## Szoftver verziók
- Triton 1.0 - 3.1bx: A Baan szoftver korai verziói ezen a néven futottak, az utolsó Triton verzió a 3.1bx volt, ezt követően a terméket hivatalosan is Baan-nak nevezték át.
- Baan IV: A cég legsikeresebb és legelterjedtebb verziócsaládja (a legutolsó standard verzió a Baan IV c4, számos Service Pack (SP) frissítéssel, pl. SP27). Számos iparág-specifikus kiterjesztés is készült hozzá. (Legacy termék, korlátozott támogatással)
- Baan 5.0: Jelentős technológiai váltást hozó verzió (a legutolsó standard verzió a Baan 5.0c, szintén számos SP frissítéssel, pl. SP25). (Legacy termék, korlátozott támogatással)
- Baan 5.1, 5.2: Ezek a verziók csak korlátozott számú, specifikus ügyfél számára készültek, nem terjedtek el széles körben.
- SSA ERP 6.1 / Infor ERP LN 6.1: Az SSA Global által kiadott jelentősen átdolgozott verzió, amely az Infor tulajdonába kerülve az Infor LN termékcsalád alapja lett. (A legutolsó jelentősebb frissítés ehhez a vonalhoz az Infor ERP LN 6.1 FP11 környékén volt, de az Infor folyamatosan ad ki újabb Feature Pack-eket és verziókat már Infor LN néven, pl. 10.x, 11.x).

## Támogatott platformok és adatbázisok (Szerver oldalon)
Szerver Platformok:
A Baan/Infor LN története során számos platformot támogatott, a legutóbbi verziók jellemzően az alábbiakon futnak:
- Windows Server (x64)
- Linux (x64, pl. Red Hat, SUSE)
- IBM AIX
- Sun Solaris (SPARC és x64, támogatottság verziófüggő)
- HP HP-UX (Itanium, támogatottság verziófüggő)
- AS/400 (iSeries) (régebbi verziókhoz, mára elavult/nem támogatott)
- OS/390 (IBM Mainframe) (régebbi verziókhoz, mára elavult/nem támogatott)

Adatbázisok:
- Oracle Database
- MS SQL Server
- DB2 (jellemzően AIX vagy Linux alatt)
- Informix (támogatottság verziófüggő, kevésbé elterjedt)
- MySQL (csak az LN 6.1 és későbbi verziókhoz, korlátozottabb körben)
- BISAM: A Baan saját, beépített indexelt szekvenciális fájlrendszer alapú adatkezelője (régebbi verziókban volt elérhető, mára teljesen elavult)

## Standard modulok
A Baan ERP rendszerek moduláris felépítésűek voltak, a főbb funkcionális területeket lefedő modulokkal. A modulok köre és elnevezése verzióról verzióra változhatott.
Tipikus Baan IV modulok (kódokkal):
- Általános adatok (tc - Common)
- Pénzügy és Számvitel (tf - Finance)
- Projekt menedzsment (tp - Project)
- Gyártás (ti - Manufacturing)
- Disztribúció (td - Distribution; Kereskedelem és Logisztika)
- Feldolgozóipari gyártás (ps - Process)
- Szállítmányozás (tr - Transportation)
- Szerviz (ts - Service)
- Vállalati modellező (tg - Enterprise Modeler)
- Fejlesztői eszközök (tt - Tools)
- Rendszer segédprogramok (tu - Utilities)

Tipikus Infor ERP LN 6.1 modulok (kódokkal):

Az LN struktúrája komplexebb, de sok Baan IV koncepciót megtartott, újakkal kiegészítve:
- Vállalati modellező (tg - Enterprise Modeler)
- Általános adatok, Adózás (tc - Common)
- Alkalmazottak (Humánerőforrás alapok) (bp - Business Partner?)
- Pénzügy és Számvitel (tf - Finance)
- Projekt menedzsment (tp - Project)
- Vállalati tervezés (cp - Enterprise Planning)
- Értékesítés és Beszerzés (td - Order Management)
- Elektronikus kereskedelem (ec - Electronic Commerce)
- Központi számlázás (ci - Central Invoicing)
- Gyártás (ti - Manufacturing)
- Raktárkezelés (wh - Warehousing)
- Fuvarozás és Szállítmányozás (fm - Freight Management)
- Szerviz Menedzsment (ts - Service)
- Minőségirányítás (qm - Quality Management)
- Dokumentumkezelés (dm - Document Management)
- Fejlesztői és Adminisztrációs Eszközök (tt - Tools)

## Baan virtuális gép – bshell
A bshell a Baan alkalmazásszerver központi komponense, amely a Baan futtatókörnyezetét biztosítja. Ez lényegében egy virtuális gép (VM), amely a Baan 4GL nyelven írt programokat (szkripteket, sessionöket) hajtja végre. A bshell elérhető volt a Baan által támogatott összes szerverplatformon (Unix, Windows, Linux stb.), így biztosította a Baan alkalmazások platformfüggetlenségét. Ez azt jelentette, hogy például egy Windows platformon fejlesztett és lefordított Baan alkalmazás (objektumkód) módosítás nélkül futtatható volt egy Linux vagy AIX platformon futó Baan rendszerben, anélkül, hogy újra kellene fordítani az alkalmazás kódját az adott platformra. A bshell működési elve így hasonlóságot mutat a Java Virtuális Gép (JVM) vagy a .NET CLR koncepciójával, lehetővé téve a "write once, run anywhere" (írd meg egyszer, futtasd bárhol) megközelítést a Baan ökoszisztémán belül.

## Külső kapcsolatok
- Az Infor hivatalos weboldala (az Infor LN jelenlegi tulajdonosa és fejlesztője)
- Magyar nyelvű Infor ERP oldal (archivált)
- S&T Magyarország (jelentős Infor LN / Baan partner Magyarországon)